# Họ Cá liệt
Họ Cá liệt hay họ Cá ngãng (danh pháp khoa học: Leiognathidae) là một họ cá theo truyền thống xếp trong bộ Cá vược. Họ Cá liệt chứa 10 chi với khoảng 51 loài, nhưng gần đây được đề xuất tách ra và xếp cùng họ Chaetodontidae trong bộ mới lập là bộ Cá bướm (Chaetodontiformes). Fish Base (2021) xếp họ này trong bộ Cá đuôi gai (Acanthuriformes).
Đây là họ cá trong đó có chứa nhiều loài có giá trị kinh tế và là nguyên liệu để chế biến thành những món ăn.

## Đặc điểm
Cơ thể đầy nhớt, ép dẹp mạnh. Vảy nhỏ. Đầu trần trụi, mang các chỏm xương trên bề mặt trên. Các màng mang hợp nhất với eo mang (phần thịt lồi ra chia tách các khe mang). Miệng nhỏ và có thể dễ dàng kéo dài ra được. Không có răng trên vòm miệng. Không có giả mang (Một mảng nhỏ các sợi giống như mang trên bề mặt trong của nắp mang, gần chỗ nối liền của tiền nắp mang). Vây lưng liên tục với 8 hay 9 gai hơi nhô cao hơn ở phần trước của vây lưng; phần sau với 14-16 tia vây mềm. Ba gai trên vây hậu môn. Các gai trên vây lưng và vây hậu môn với cơ chế khóa. Màng bọc dạng vảy ở gốc vây lưng và vây hậu môn. Đốt sống 22-23. Chiều dài cơ thể 5–28 cm. Tất cả các loài đều có các cơ quan phát sáng trên thực quản. Cũng đáng chú ý vì sự sản sinh chất nhầy. Phổ biến trong các vùng nước nông duyên hải và các lạch thủy triều, nơi chúng kiếm ăn là các loài động vật không xương sống sinh sống ở đáy. Dễ dàng đánh bắt bằng lưới vét hay lưới kéo. Là nguồn cá thực phẩm quan trọng tại vùng duyên hải.

### Phân bố
Họ Cá liệt chủ yếu là cá biển nhỏ, phân bố ở vùng biển Ấn Độ Dương và phía tây Thái Bình Dương, như ở Singapore, Sumatra, Madagascar, Java, New Caledonia, Samoa, Ấn Độ, Thái Lan, Philippin, Trung Quốc và Việt Nam. Một loài (Equulites klunzingeri) sinh sống trong khu vực Hồng Hải và Địa Trung Hải.
Ở vịnh Bắc Bộ Việt Nam, tìm được 17 loài, 5 chi, trong đó 2 loài có giá trị kinh tế. Fish Base liệt kê 16-19 loài (3 loài bị nghi ngờ là phân loại sai) trong 9 chi có ở vùng biển Việt Nam.

## Các loài
- Chi Aurigequula

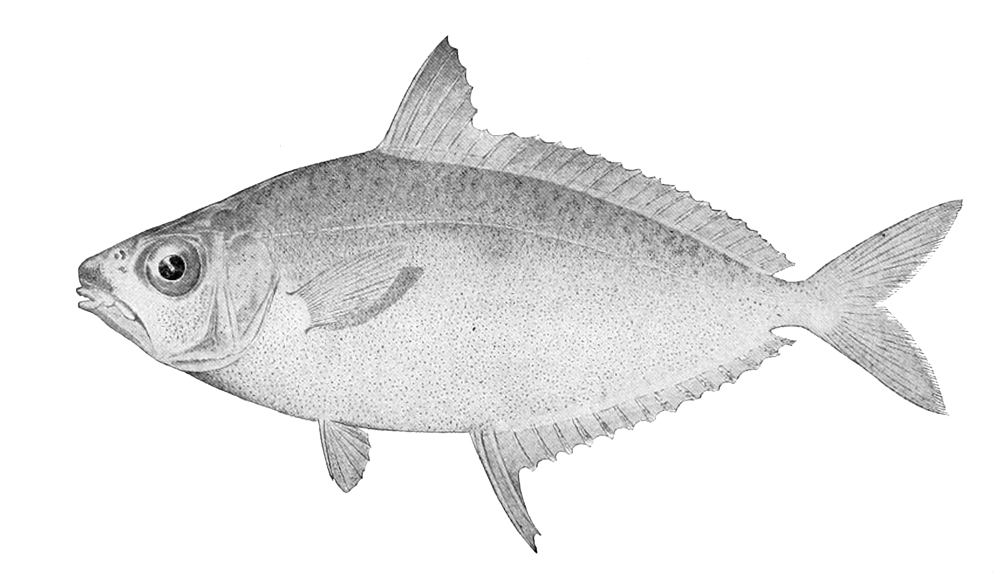
Equulites leuciscus

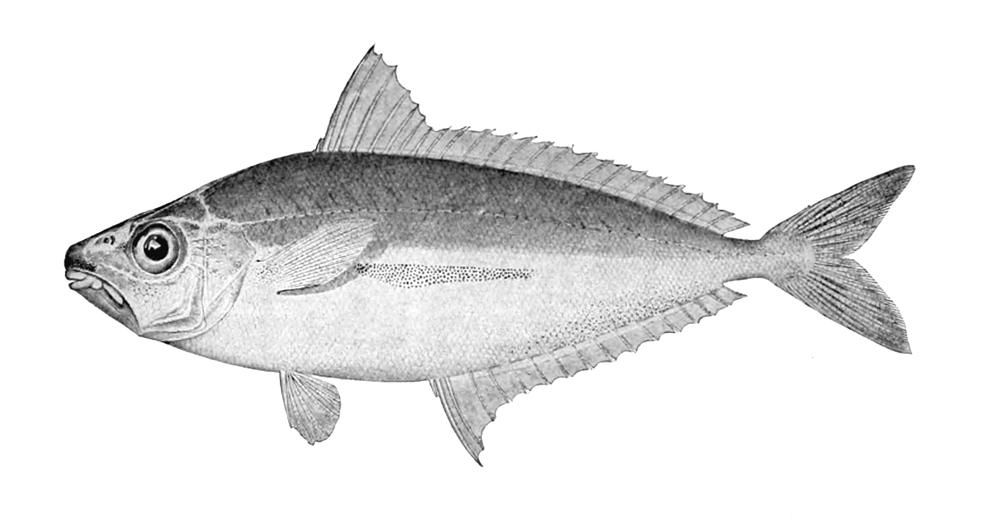
Equulites stercorarius

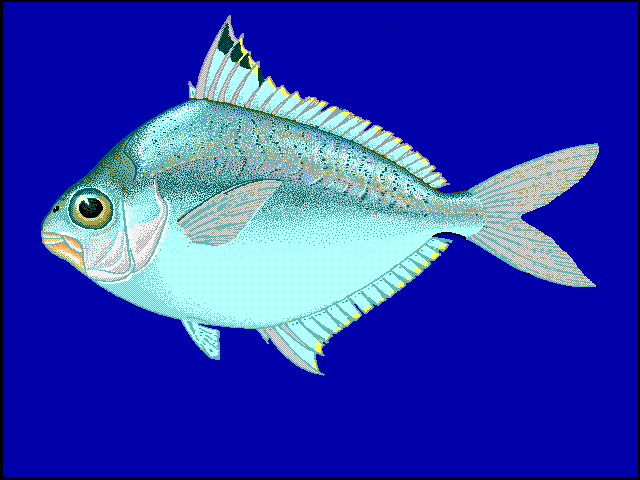
Leiognathus splendens

  - Aurigequula fasciata (Lacepède, 1803): Cá liệt gai lưng dài[8]
- Chi Deveximentum
  - Deveximentum hanedai (Mochizuki & Hayashi, 1989) (đồng nghĩa: Secutor hanedai)
  - Deveximentum indicium (Monkolprasit, 1973) (đòng nghĩa Secutor indicius)
  - Deveximentum insidiator (Bloch, 1787) (đồng nghĩa: Secutor insidiator): Cá liệt chấm[9]
  - Deveximentum interruptum (Valenciennes, 1835) (đồng nghĩa: Secutor interruptus)
  - Deveximentum megalolepis (Mochizuki & Hayashi, 1989) (đồng nghĩa: Secutor megalolepis)
- Chi Equulites
  - Equulites absconditus Chakrabarty & Sparks, 2010
  - Equulites aethopos Suzuki & Kimura, 2017
  - Equulites elongatus (Günther, 1874): Cá liệt dài[8]
  - Equulites klunzingeri (Steindachner, 1898)
  - Equulites laterofenestra (Sparks & Chakrabarty, 2007)
  - Equulites leuciscus (Günther, 1860)[9]
  - Equulites lineolatus (Valenciennes, 1835): Cá liệt sọc to[8]
  - Equulites oblongus (Valenciennes, 1835)
  - Equulites popei (Whitley, 1932)
  - Equulites rivulatus (Temminck & Schlegel, 1845): Cá bâu vệt hay cá ngãng sọc[8]
- Chi Eubleekeria
  - Eubleekeria jonesi (James, 1971): Cá liệt Jones[8]
  - Eubleekeria kupanensis (Kimura & Peristiwady, 2005):[10] Cá liệt Kupang
  - Eubleekeria rapsoni (Munro, 1964): Cá liệt Rapson
  - Eubleekeria splendens (Cuvier, 1829): Cá liệt vằn xanh, cá liệt xanh, cá liệt[8]
- Chi Gazza Rüppell, 1835
  - Gazza achlamys Jordan & Starks, 1917.
  - Gazza dentex (Valenciennes, 1835).
  - Gazza minuta (Bloch, 1795): Cá ngãng.[8]
  - Gazza rhombea Kimura, Yamashita & Iwatsuki, 2000.
  - Gazza squamiventralis Yamashita & Kimura, 2001.
- Chi Karalla
  - Karalla daura (Cuvier, 1829): Cá liệt sọc vàng[8]
  - Karalla dussumieri (Valenciennes, 1835): Cá liệt đúc xu[8]
- Chi Leiognathus Lacépède, 1802
  - Leiognathus berbis (Valenciennes, 1835): Cá liệt bè[9]
  - Leiognathus brevirostris (Valenciennes, 1835): Cá liệt trơn, cá liệt mõm ngắn[8]
  - Leiognathus equula (Forsskål, 1775): Cá ngãng ngựa hay cá liệt lớn[8]
  - Leiognathus longispinis (Valenciennes, 1835).[8]
  - Leiognathus mazavasaoka (Baldwin & Sparks, 2011) (đồng nghĩa: Secutor mazavasaoka)
  - Leiognathus parviceps (Valenciennes, 1835).
  - Leiognathus robustus Sparks & Dunlap, 2004.
  - Leiognathus ruconius (Hamilton, 1822) (đồng nghĩa: Secutor ruconius): Cá liệt vằn lưng, cá ngãng sạo[8]
  - Leiognathus striatus James & Badrudeen, 1991.
- Chi Nuchequula
  - Nuchequula blochii (Valenciennes, 1835).
  - Nuchequula blochii (Valenciennes, 1835).
  - Nuchequula flavaxilla Kimura, Kimura & Ikejima, 2008
  - Nuchequula gerreoides (Bleeker, 1851)[8]
  - Nuchequula glenysae Kimura, Kimura & Ikejima, 2008
  - Nuchequula longicornis Kimura, Kimura & Ikejima, 2008
  - Nuchequula mannusella Chakrabarty & Sparks, 2007
  - Nuchequula nuchalis (Temminck & Schlegel, 1845).[8]
- Chi Photolateralis
  - Photolateralis moretoniensis (Ogilby, 1912)
  - Photolateralis polyfenestrus Sparks & Chakrabarty, 2019
  - Photolateralis stercorarius (Evermann & Seale, 1907)
- Chi Photopectoralis
  - Photopectoralis aureus (Abe & Haneda, 1972)
  - Photopectoralis bindus (Valenciennes, 1835): Cá liệt vây bồng, cá liệt vây hồng, cá liệt mõm ngắn, cá bâu bâu.[8]
  - Photopectoralis hataii Abe & Haneda, 1972.
  - Photopectoralis panayensis Kimura & Dunlap, 2003.

## Giá trị
Nhìn chung, họ Cá liệt có nhiều chủng loại nhưng chung quy nó được xếp vào loại cá rẻ tiền. Ở Việt Nam có hai loại cá liệt có giá trị là cá liệt ngang và cá liệt bầu. Cá liệt ngang là món ngon trong bữa ăn mùa hè của người vùng biển. Tại Quảng Nam, cá liệt ngang hiện diện nơi hạ lưu sông Thu Bồn ở các vùng nước lợ, mùa cá liệt chừng tháng ba đến tháng sáu. Đây là loại cá có giá trị kinh tế, được đánh bắt để bán và dùng làm nguyên liệu chế biến thành những món ăn ngon như canh chua cá liệt, cháo cá liệt....
Trong đó có Cá liệt lớn (Leiognathus equulus) là loài lớn nhất trong họ Cá liệt. Cá liệt lớn thân có hình thoi, dẹt bên. Vây bụng dài tới gần vây hậu môn. Cơ thể cá có màu sáng với các đường chấm mờ nhạt, gần nhau trên lưng. Vây lưng không màu, trong suốt, vây hậu môn có mày vàng lợt. Cá liệt to bằng ba bốn ngón tay cá có nhiều xương, xương cứng, ít thịt. Thường dùng làm bột cá. Cá liệt búa to gấp ba lần cá liệt nhớt  Cá liệt ngang to cỡ bốn ngón tay người lớn chụm lại, thịt trắng, thơm ngọt, trắng phau, ít xương béo ngọt. Cá liệt ngang mới đánh bắt lên, mắt sáng, bụng căng tròn. Thịt cá rất lành, hàm lượng đạm cao, chứa nhiều calci, nhiều vitamin. Cá liệt bầu thân nhỏ, xương nhiều nhưng thịt trắng, thơm ngọt, được xem là một đặc sản
Tại Quảng Ngãi, theo một ước tính thì vào mùa cá, một đêm ra khơi, mỗi tàu đánh bắt được từ 2-8 tấn cá liệt búa. Với giá thành tại thời điểm năm 2008 là 3.000đồng/kg cá tươi. Cá liệt búa được chế biến thành cá khô tẩm gia vị xuất khẩu. Cá liệt ngang thường được chế biến thành nhiều món ăn bổ dưỡng, rất ngon. Một món khá phổ biến là cá liệt kho tiêu. Cá liệt ngang còn được dùng nấu canh chua. Canh chua cá liệt ngang ăn nóng. Cá liệt bầu nấu canh ăn mát, bổ khỏe, Cá liệt tươi thường chế biến theo kiểu đơn giản, hạn chế gia vị. Tránh dầu mỡ thì phải tránh món kho. Chỉ có nướng và nấu canh. Tuy nhiên, nướng hơi khô khan nên nấu canh là hợp lý.

## Trong văn hóa
Cá liệt là hình ảnh trong các câu ca dao ở Việt Nam như:
- Cá liệt mà nấu canh chua. Anh thương em đấy quê mùa vẫn thương[13]
- Nước mắm ngon dầm con cá liệt. Em có chồng nói thiệt anh hay